# Wieselmeerschweinchen
Das Wieselmeerschweinchen (Galea musteloides) ist eine Art aus der Gattung der Gelbzahnmeerschweinchen (Galea). Die Tiere kommen im Altiplano im Südosten Perus, im Westen Boliviens und im Norden von Chile vor.

## Merkmale
Das Wieselmeerschweinchen hat eine Kopf-Rumpf-Länge von 20,0 bis 23,5 Zentimetern bei einem Gewicht von 180 bis 280 Gramm. Es entspricht in Größe und Aussehen weitgehend dem Tiefland-Wieselmeerschweinchen (Galea leucoblephara), das bis zu einer Revision 2010 als Unterart des Wieselmeerschweinchens angesehen worden war. Das Fell ist braun mit einem gelblichen bis olivfarbenen Einschlag. Die Bauchseite ist weiß und der Übergang ist nicht scharf abgegrenzt. Die Ohren sind mit gelblich-braunen Haaren bedeckt, wobei die Intensität zwischen den Unterarten variiert.

## Verbreitung

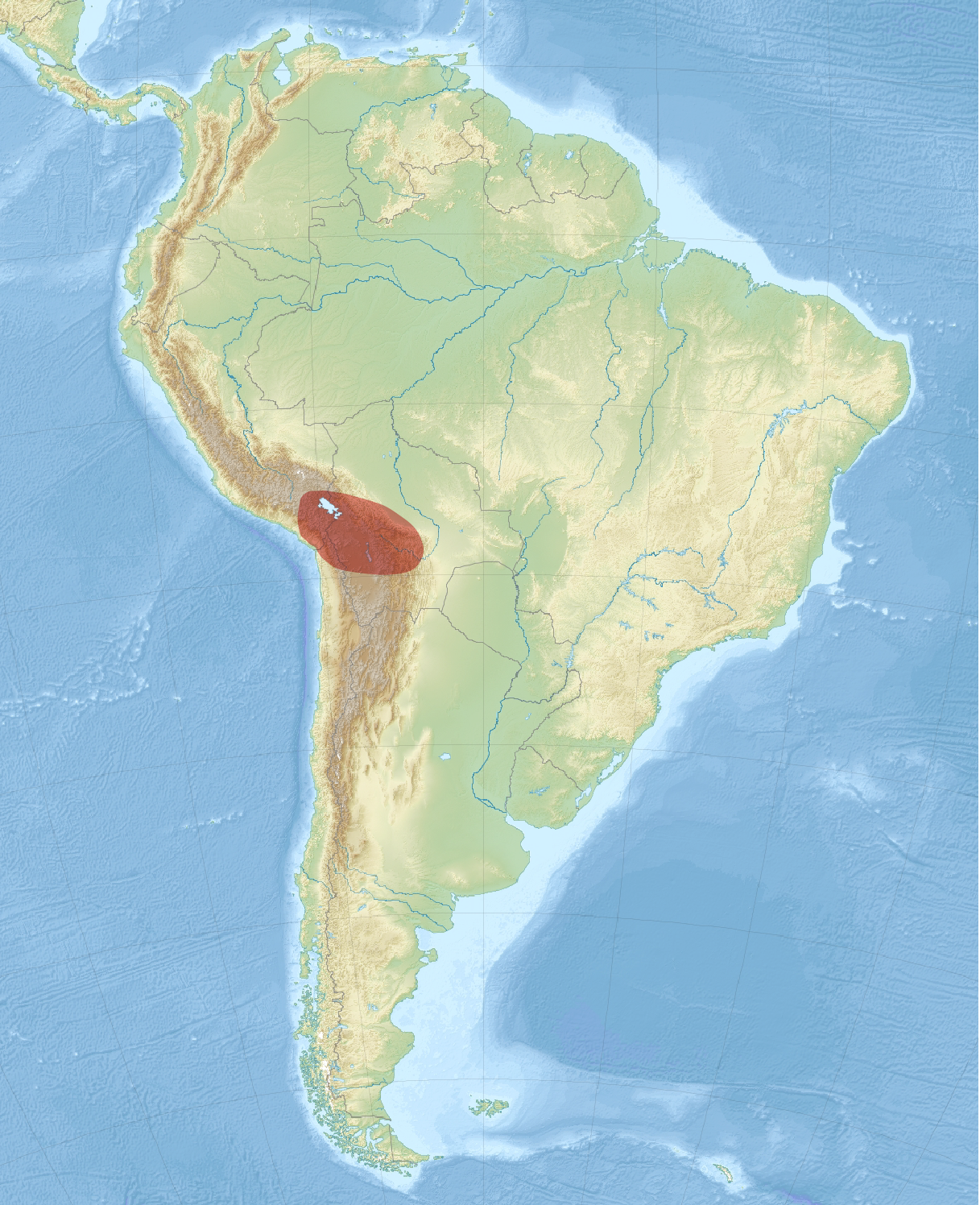
Verbreitungsgebiet des Wieselmeerschweinchens

Die Typlokalität der Art ist ein Pass zum Titicacasee in Peru. Nachgewiesen ist die Art im Altiplano in den südamerikanischen Anden im Südosten Perus, im Westen Boliviens und im äußersten Norden von Chile.

## Lebensweise

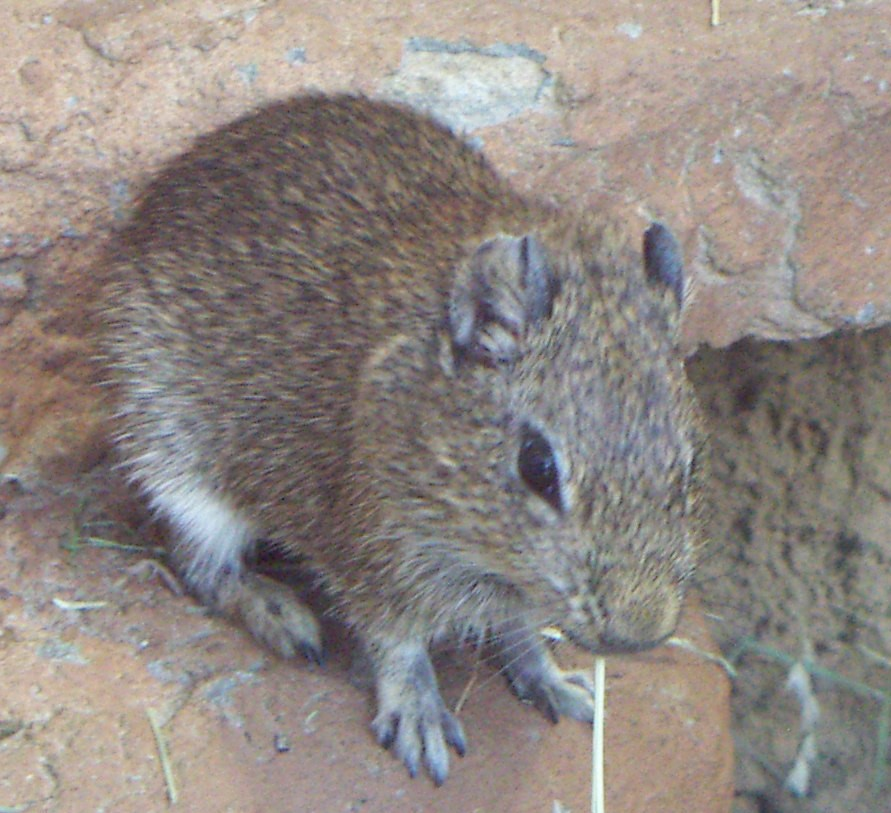
Wieselmeerschweinchen

Über die Lebensweise des Wieselmeerschweinchens liegen nur wenige Informationen vor, zumal die meisten Informationen auf Angaben zu dem heute eigenständigen Tiefland-Wieselmeerschweinchen beruhen. Es lebt in den trockenen Graslandebenen des Altiplano. Die Tiere leben in selbst gegrabenen Bauen oder übernehmen verlassene Baue von Kammratten. Wie andere Meerschweinchen sind sie Pflanzenfresser und ernähren sich wahrscheinlich vor allem von Gräsern und Kräutern.
Die Tiere sind tag- und dämmerungsaktiv. Sie sind das gesamte Jahr über anzutreffen und haben keine Ruheperiode. Das Geschlechtsverhalten wird in älterer Literatur häufig als promiskuitiv beschrieben, dies bezieht sich jedoch ebenfalls auf das Tiefland-Wieselmeerschweinchen. Im Rahmen der Arbeiten am heute nicht mehr als eigenständige Art angesehenen Münsterschen Meerschweinchen geht man davon aus, dass die Tiere stattdessen wie die Pampashasen in Paaren leben und monogam sind. Gegenüber fremden Artgenossen sind die Tiere demnach vergleichsweise aggressiv.
Die Fortpflanzung findet über das gesamte Jahr statt. Die Tragzeit beträgt etwa 55 Tage und die Weibchen gebären ein bis sieben Jungtiere.

## Parasiten
Die Tierlaus Galeophthirus caviae kommt ausschließlich beim Wieselmeerschweinchen vor.

## Systematik

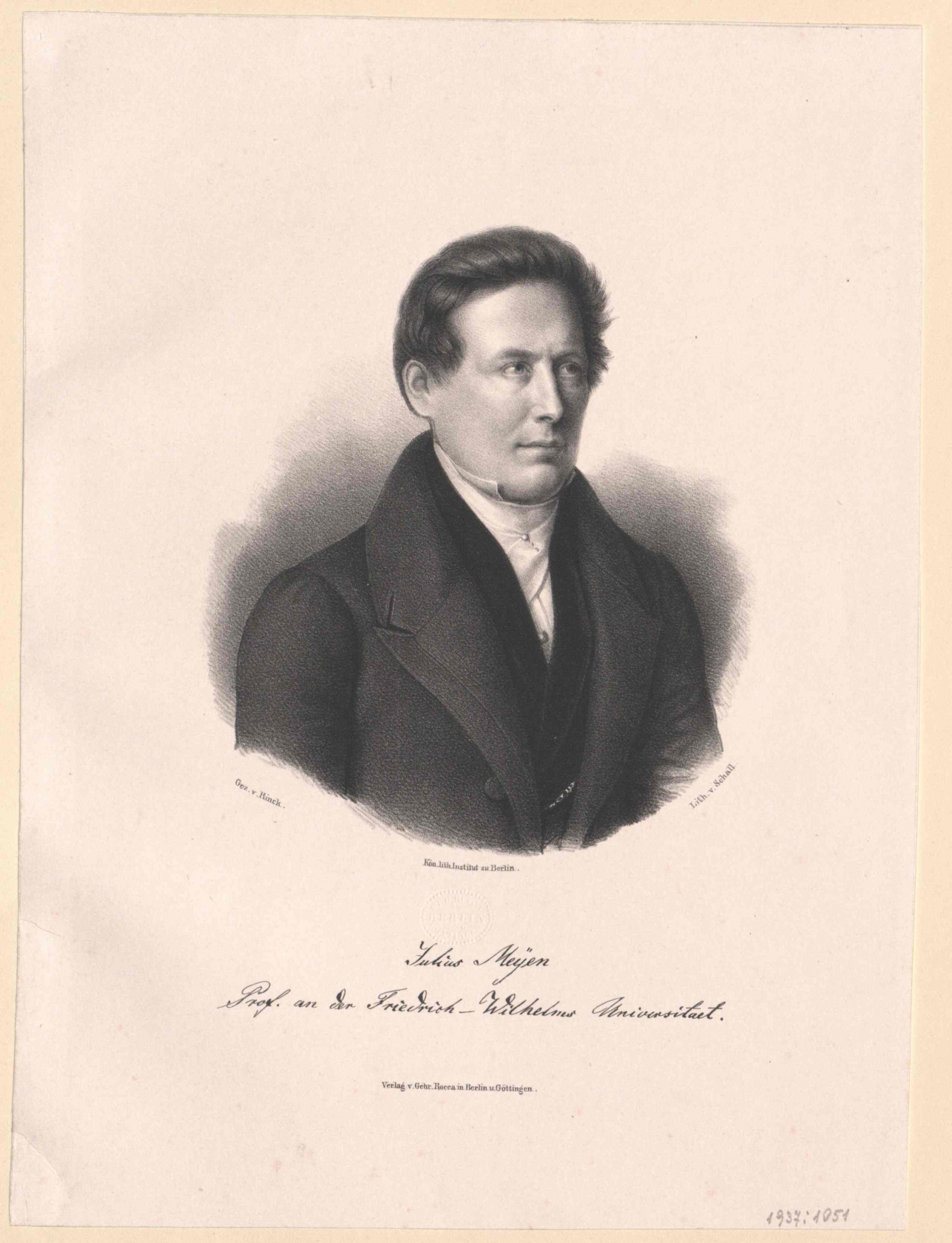
Porträt von Franz Julius Ferdinand Meyen, Erstbeschreiber der Gattung und der Art

Das Wieselmeerschweinchen wird als eigenständige Art innerhalb der Gelbzahnmeerschweinchen (Gattung Galea) eingeordnet. Die wissenschaftliche Erstbeschreibung stammt von dem deutschen Naturforscher Franz Julius Ferdinand Meyen aus dem Jahr 1833, der die Art zusammen mit der Gattung unter dem heute noch gültigen Namen beschrieb. Sein Typus stammte dabei von einem Pass von Tacna zum Titicacasee.
Innerhalb der Art werden drei Unterarten beschrieben:
- Cavia musteloides musteloides Meyen, 1833: Die Unterart kommt im Altiplano in Südwesten von Peru, dem Osten von Bolivien und dem Norden von Chile vor.
- Cavia musteloides auceps Thomas, 1911: Die Unterart lebt in den Höhenlagen des Altiplano südlich des Titicacasees im Südwesten von Peru.
- Cavia musteloides boliviensis Waterhouse, 1848: Die Unterart kommt im bolivianischen Altiplano vor.

Das 2004 als eigenständige Art beschriebene Münstersche Meerschweinchen (G. monasteriensis Solmsdorff, Kock, Hohoff & Sachser, 2004) aus Bolivien wird nach Jonathan L. Dunnum als Synonym der Unterart G. m. boliviensis des Wieselmeerschweinchens betrachtet. Das heute eigenständige Tiefland-Wieselmeerschweinchen (Galea leucoblephara) wurde ursprünglich ebenfalls innerhalb der Art angesiedelt.

## Gefährdung und Schutz
Die Art wird von der International Union for Conservation of Nature and Natural Resources (IUCN) aufgrund der unklaren Datenlage nicht in einer Gefährdungskategorie eingeordnet und als „data deficient“ gelistet. Die Daten für die letzten Erfassungen basierten primär auf Daten zu G. monasteriensis (das mittlerweile wieder zum Wieselmeerschweinchen gehört) sowie dem mittlerweile eigenständigen Tiefland-Wieselmeerschweinchen. Für eine Einordnung der Art müssen neue Daten erhoben werden.

## Belege
1. 1 2 3 4 5 6 7 8 9  
Highland Yellow-toothes Cavy Galea musteloides. In: T.E. Lacher jr: Family Caviidae In: Don E. Wilson, T.E. Lacher, Jr., Russell A. Mittermeier (Herausgeber): Handbook of the Mammals of the World: Lagomorphs and Rodents 1. (HMW, Band 6) Lynx Edicions, Barcelona 2016, S. 435–436. ISBN 978-84-941892-3-4.
2. 1 2  
Jonathan L. Dunnum: Jonathan L. Dunnum: Galea musteloides Meyen, 1833 In: James L. Patton, Ulyses F.J. Pardinas, Guillermo D’Elía (Hrsg.): Mammals of South America, Volume 2 – Rodents. The University of Chicago Press, Chicago 2015; S. 708–710. ISBN 978-0-226-16957-6.
3. ↑  Galeophthirus caviae. Abgerufen am 16. November 2024.
4. 1 2 3  
Galea musteloides. In: Don E. Wilson, DeeAnn M. Reeder (Hrsg.): Mammal Species of the World. A taxonomic and geographic Reference. 2 Bände. 3. Auflage. Johns Hopkins University Press, Baltimore MD 2005, ISBN 0-8018-8221-4.
5. ↑  
Franz Julius Ferdinand Meyen: Beiträge zur Zoologie, gesammelt auf einer Reise um die Erde. Zweite Abhandlung. Säugethiere. Nova acta Academiae Caesareae Leopoldino-Carolinae Germanicae Naturae Curiosorum 16, 1833.
6. ↑  
K. Solmsdorff, D. Kock, C. Hohoff, N. Sachser: Comments on the genus Galea Meyen 1833 with description of Galea monasteriensis n. sp. from Bolivia (Mammalia, Rodentia, Caviidae). Senckenbergiana Biologica 84, 2004; S. 137–156.
7. 1 2  Jonathan L. Dunnum, Jorge Salazar-Bravo: Molecular systematics, taxonomy and biogeography of the genus Cavia (Rodentia: Caviidae). Journal of Zoological Systematics and Evolutionary Research 48 (4), 2010; S. 376–388.doi:10.1111/j.1439-0469.2009.00561.x
8. 1 2  
Galea musteloides in der Roten Liste gefährdeter Arten der IUCN 2022. Eingestellt von: N. Roach, 2016. Abgerufen am 30. September 2022.